# Maren, Hälsingland
Maren är en sjö i Hudiksvalls kommun i Hälsingland och ingår i Nianån-Norralaåns kustområde. Sjön har en area på 0,194 kvadratkilometer och ligger 3,2 meter över havet.

## Delavrinningsområde
Maren ingår i det delavrinningsområde (682188-156981) som SMHI kallar för Rinner mot N S M Bottenhavets kustvatten. Medelhöjden är 23 meter över havet och ytan är 10,64 kvadratkilometer. Det finns inga avrinningsområden uppströms utan avrinningsområdet är högsta punkten. Avrinningsområdets utflöde mynnar i havet, utan att ha någon enskild mynningsplats. Avrinningsområdet består mestadels av skog (91 procent). Avrinningsområdet har 0,2 kvadratkilometer vattenytor vilket ger det en sjöprocent på 1,8 procent.